# Jorge Leonardo Gómez Serna
Jorge Leonardo Gómez Serna OP (Marinilla, 7 de novembro de 1942) é Bispo Emérito de Magangué.
Jorge Leonardo Gómez Serna ingressou na Congregação Dominicana. Papa Paulo VI ordenou-o sacerdote em 22 de agosto de 1968.
Em 9 de outubro de 1980, o Papa João Paulo II o nomeou Prelado de Bertrânia en el Catatumbo. Foi ordenado bispo pelo Núncio Apostólico na Colômbia, Angelo Acerbi, em 9 de julho de 1985; Os co-consagradores foram Mario Revollo Bravo, Arcebispo de Bogotá, e Pedro Rubiano Sáenz, Arcebispo de Cali.
Em 6 de março de 1986 foi nomeado Bispo de Socorro y San Gil. Em 3 de novembro de 2001 foi nomeado Bispo de Magangue.
Papa Bento XVI aceitou sua renúncia antecipada em 30 de julho de 2012.